# Mr. Bogle
Bogle, född 22 augusti 1964 i Kingston, Jamaica som Gerald Levy, död 20 januari 2005. Bogle var en jamaicansk dancehallstjärna som även blev känd under namnen Mr. Bogle, Mr. Wacky, Father Bogle och Bogle Dancer. Smeknamnet Mr. Wacky fick Bogle tack vare sina utrop under dans, som inte alls hade med dans att göra.
Bogle var en jamaicansk dancehallstjärna, och jobbade både som dansare och koreograf. Han skapade danser som blev extremt populära och blev en stor del av dancehallkulturen, främst på Jamaica men också i övriga världen. Bogle var ingen utbildad dansare, men än idag lever Bogle kvar som Jamaicas bästa dansare genom tiderna. Några av hans mest kända danser är Willie bounce - som fick sitt namn efter Willie Haggart, vän och medlem i Bogles crew Black Roses, Wacky Dip, Urkel Dance (döpt efter Steve Urkel i tv-serien Räkna med bråk), Sesame Street, Pop yuh collar, Row di Boat, med flera. 
I låtar av bland andra Beenie Man och Elephant Man nämndes ofta Bogle och han medverkade också upprepade gånger i deras musikvideor. 
Den 20 januari 2005 befann sig Bogle och fyra av hans vänner i Bogles bil på en bensinstation i ett shoppingdistrikt i Kingston, då två män på en motorcykel körde förbi och sköt på bilen. Passagerarna fördes till sjukhuset i Kingston, där Bogle dödförklarades.
I samband med Bogles begravning så dansades och sjöngs det till Bogles minne i två veckor i Kingston, innan själva begravningen ägde rum, som också var en ceremoni fylld av dans och musik.